# マートン・ミラー
マートン・ハワード・ミラー（Merton Howard Miller、1923年5月16日 - 2000年6月3日）は、アメリカ合衆国の経済学者。1990年、ノーベル経済学賞を受賞。

## 略歴
- 1923年 アメリカ合衆国マサチューセッツ州ボストンに生まれる。
- 2000年 イリノイ州シカゴで死亡する（77歳）。

### 学歴
- 1944年 ハーバード大学卒業[1]
- 1952年 Ph.D（ジョンズ・ホプキンス大学、経済学）

### 職歴
- 1944年 は財務省税制調査部エコノミスト（第二次世界大戦中）
その後はロンドン・スクール・オブ・エコノミクスで客員助講師を務める。
- 1953年 カーネギーメロン大学助教授
- 1961年 シカゴ大学ブースビジネススクール（University of Chicago Booth School of Business）教授
  - 1983年 シカゴ商品取引所理事就任
  - 1985年 同退任
  - 1990年 シカゴ・マーカンタイル取引所の理事就任
- 1993年 シカゴ大学ブースビジネススクール教授退任
  - 2000年 同退任

### 学会
- 1975年 計量経済学会のフェローとなる。
- 1976年 アメリカ・ファイナンス学会の会長を務める。

## ノーベル賞受賞
- 特に単著論文は無いが、スウェーデン王立科学アカデミーは受賞理由について「企業金融理論の権威であり、フランコ・モディリアーニと共に『モジリアニ＝ミラー定理|モジリアーニ＝ミラー定理（MM理論）』を導き出した事を評価した」と語っている。

- なお、この年のノーベル経済学賞は3人（ハリー・マーコウィッツ、マートン・ミラー、ウィリアム・シャープ）が受賞した為、賞金の400万クローネは3等分されている。

## 著書

### 単著
- Financial Innovations and Market Volatility, (Blackwell, 1991).
- Merton Miller on Derivatives, (Wiley, 1997).

齋藤治彦訳『デリバティブとは何か』（東洋経済新報社, 2001年）
- Selected Works of Merton H. Miller: A Celebration of Markets, 2 vols., (University of Chicago Press, 2002).

### 共著
- "Cost of Capital, Corporation Finance and the Theory of Investment,"with Merton H. Miller, American Economic Review, vol.48, No.3, June 1958, pp.261-297.
- "Corporate Income Taxes and the Cost of Capital, A Correction," with Merton H. Miller,American Economic Review, Vol.53, No3, June 1963, pp.433-443.
- Auditing, Management Games, and Accounting Education, with Neil C. Churchill and Robert M. Trueblood, (R.D. Irwin, 1964).
- The Theory of Finance, with Eugene F. Fama, (Dryden Press, 1972).
- Macroeconomics: A Neoclassical Introduction, with Charles W. Upton, (R. D. Irwin, 1974).

### 編著
- Essays on Economic Semantics, (Prentice-Hall, 1963).

安場保吉・高木保興訳『経済学と意味論』（日本経済新聞社, 1982年）

### 共編著
- Essays in Applied Price Theory, co-edited with R. H. Coase, (University of Chicago Press, 1980).
- Corporate Hedging in Theory and Practice: Lessons from Metallgesellschaft, co-edited with Christopher L. Culp, (Risk Books, 1999).

## 引用
1. ↑  Merton H. Miller